# Geoff Bodine
Geoffrey Eli Bodine (Chemung, 18 aprile 1949) è un ex pilota automobilistico statunitense.

## Carriera
Dal 1979 al 2011 ha corso nella NASCAR Sprint Cup Series, ottenendo in totale 18 vittorie su 37 pole position. Dal 1982 al 2005, ha corso nella NASCAR Xfinity Series, ottenendo 6 vittorie su 13 pole position, mentre dal 1995 al 2010 ha corso nella NASCAR Camping World Truck Series ottenendo una pole position.